# Hehu (sockenhuvudort i Kina, Zhejiang Sheng, lat 27,78, long 119,28)
Hehu (kinesiska: 合湖乡) är en sockenhuvudort i Kina. Den ligger i provinsen Zhejiang, i den östra delen av landet, omkring 290 kilometer söder om provinshuvudstaden Hangzhou. Antalet invånare är 1 557. Befolkningen består av 729 kvinnor och 828 män. Barn under 15 år utgör 9,0 %, vuxna 15-64 år 68 %, och äldre över 65 år 21,0 %.
Runt Hehu är det ganska tätbefolkat, med 90 invånare per kvadratkilometer. Närmaste större samhälle är Longnan, 17,1 km norr om Hehu. I omgivningarna runt Hehu växer i huvudsak blandskog.
Genomsnittlig årsnederbörd är 2 342 millimeter. Den regnigaste månaden är juni, med i genomsnitt 422 mm nederbörd, och den torraste är oktober, med 61 mm nederbörd.